# پاردس د اسکالنا
پاردس د اسکالنا (به اسپانیایی: Paredes de Escalona) یک شهرستان در اسپانیا است که در استان تولدو واقع شده‌است.

## خصوصیات
پاردس د اسکالنا ۲۵ کیلومترمربع مساحت و ۱۴۵ نفر جمعیت دارد و ۴۹۰ متر بالاتر از سطح دریا واقع شده‌است.